# Im Land der Kuscheltiere
Im Land der Kuscheltiere ist ein US-amerikanischer animierter Kurzfilm von Rudolf Ising aus dem Jahr 1935.

## Handlung
Ein kleines Mädchen liest ihren Kuscheltieren abends die Geschichte von der Prinzessin vor, die von einem Drachen bewacht wird und sich nach einem Retter sehnt. Nachdem das Mädchen eingeschlafen ist, machen sich ein Spielzeugritter, ein Kuscheltierpferd und ein Stoffhund auf den Weg, um die Prinzessin zu retten.
Nach kleineren Zwischenfällen – unter anderem gerät der Hund mit einem Spielzeughasen aneinander – trifft das Trio auf den Galico-Drachen, ein dreiköpfiges Stoffungeheuer. Obwohl der Ritter auf dem Pferd zunächst unterlegen scheint, gelingt es dem Hund, vom Drachen verschlungen zu werden und durch einen Flicken am Hinterteil wieder aus dem Drachen herauszusteigen. Er hat ihm zudem seine Drachenzunge gestohlen, die sich als Luftrüssel entpuppt. 
Der Drachen fällt zusammen und die gesamte Landschaft wandelt sich in eine wogende Fläche. Ritter, Pferd und Hund finden sich plötzlich auf der Bettdecke des Mädchens wieder, das nach der aufregenden Gutenachtgeschichte unruhig schläft. Plötzlich wacht es auf und ist froh, dass sie nur einen schlechten Traum hatte. Als durch den Wind die Gardinen bewegt werden, versteckt es sich dennoch ängstlich unter der Bettdecke.

## Produktion
Im Land der Kuscheltiere wurde am 30. März 1935 als Teil der MGM-Trickfilmreihe Happy Harmonies veröffentlicht.
Im Film sind die Stücke An der schönen blauen Donau und die Ouvertüre aus Franz von Suppés Leichter Kavallerie zu hören.

## Auszeichnungen
Im Land der Kuscheltiere wurde 1936 für einen Oscar in der Kategorie „Bester animierter Kurzfilm“ nominiert, konnte sich jedoch nicht gegen Die drei kleinen Waisenkätzchen durchsetzen.